# نيت هيل (فنان أداء)
نيت هيل (بالإنجليزية: Nate Hill)‏ هو فنان أداء أمريكي، ولد في 6 سبتمبر 1977.